# Szulajman-hegy
A Szulajman-hegy (más ismert nevén Szulajman szikla vagy Szulajman trónusa, kirgiz nyelven: Сулайман-тоо) 1110 méter magas hegy Kirgizisztán délnyugati csücskében, Os városában. A kirgiz néphagyomány szerint gyógyító erővel bíró szent hegy, Közép-Ázsia Kichi-Mecca – Kicsi Mekkájának is nevezett muszlim vallási zarándokhely. A hegy 2009 óta az UNESCO kulturális és természeti világörökségi helyszíne, egyben Kirgizisztán első világörökségi területe.

## A hegyet ölelő város
Os, Kirgizisztán legrégibb kereskedővárosa. A több mint 3000 éve lakott, vegyes nemzetiségű település, a selyemút egykori fontos csomópontja. Pihenőhely a Szir-darja nagy vízgyűjtő medencéjének végében, amelyet délről a Pamír Alaj, keletről a Tien-san középső vonulata övez. Os valós történelme, kultúrája, vallása elveszett a háborúk és az idő sodrásában. A város alapításáról szóló történetek változatosan hol Nagy Sándort, hol Szulajman prófétát, hol a bibliai Ádámot tekintik alapítónak. A legelfogadottabb legenda alapján Szulajman, aki miután egy kardra talált a hegy középpontjában, így kiáltott khosh („ennyi elég”). Így kapta a hegyet körbeölelő város az Os nevet.

## A szent hegy
A Szulajman-hegy kopár mészkőtömbje váratlanul és robusztusan emelkedik ki a Fergana völgyből. Ősi neve Bara-kuh, „szép hegy ”; Szulajman – azaz a bibliai Salamon király, akit a Korán prófétaként említ – nevét a 16. század óta viseli. A hegyhez kötődő rendkívül változatos mondakör szerint a várost alapító próféta itt imádkozott, sőt itt halt meg és a hegy őrzi nyughelyét.
Évszázadok óta zarándokok ezrei látogatnak el ide a teljes közép-ázsiai régióból, szellemi megtisztulást és gyógyulást remélve. A hegyre vezető fő ösvény melletti keskeny barlangoknak, gyógyító erőt tulajdonítanak. A zarándokok lassan bejárják a barlangokat, könyökükkel és térdükkel megérintik a sziklában megjelölt helyeket, amelyet már fényesre koptatott az elődök buzgósága. Úgy tartják, hogy aki lecsúszik a hegytetőn álló, kb. háromméteres, lejtős szikláról, minden testi betegségéből felgyógyul. A hegy formája miatt a helyiek hiszik, hogy segít a termékenységi problémák megoldásában is; ehhez kilencszer kell sikítva lecsúszni a gyógyító erejű szikláról. A Szulajman-hegyet elborítják a „zsebkendőfák”: az ide látogatók kicsi imazászlókat – egy darab anyagot, szalagot, zsebkendőt – kötnek a fák, bokrok ágaira, a jó szerencse és a hosszú élet reményében.
A hegytető legmagasabb pontján áll Bábur háza. Eredetileg 1497-ben az akkor 14 éves Bábur sahnak – Timur Lenk ükunokája, az indiai Mogul Birodalom alapítója, aki a közeli Andijonban (ma a Fergana völgy Üzbegisztánhoz tartozó területén) született – volt egy kis kunyhója a hegytetőn, a chilla, azaz a 40 napos meditáció idejére. Ezt a menedékhelyet kétszer építették újjá: először az 1853-as földrengés után, majd a ma látható kis mecsetet 1991-ben emelték, mert az imahelyet 1961-ben az erős szovjet babonaellenes-kampány hatásárara a helybéliek felrobbantották. A hegytetőről ragyogó kilátás nyílik a hegy lábánál elterülő városra és a völgyre.
A hegy keleti oldalán több-száz embereket, állatokat, sárkányokat, a Napot és Holdat, más geometrikus formákat ábrázoló bronzkori petroglifa látható. Az északi oldalon 2000-3000 éves rajzokkal díszített barlang van. Sajnos az eredeti lovakat, kőszáli kecskét, birkákat ábrázoló rajzok mára szinte felismerhetetlenek a barlangfalat elborító graffitik miatt.
A Szulajman-hegy legnagyobb természetes barlangjában a terület régészeti és történelmi leleteit bemutató Történeti és Kulturális Múzeum kapott helyet. A kiállítás a látogató elé tárja a város és a tágabb régió múltjának és jelenének vallási változatosságát, a sámánizmus, az iszlám, a buddhizmus, a zoroasztrizmus és a vízitündérek természetvallásának tiszteletteljes harmóniáját. Ebben fejeződik ki legtisztábban a Szulajman-hegy hiten és népeken átívelő, több évezredes szent szerepe.
A hegy alsó lankáin muzulmán temető terül el.

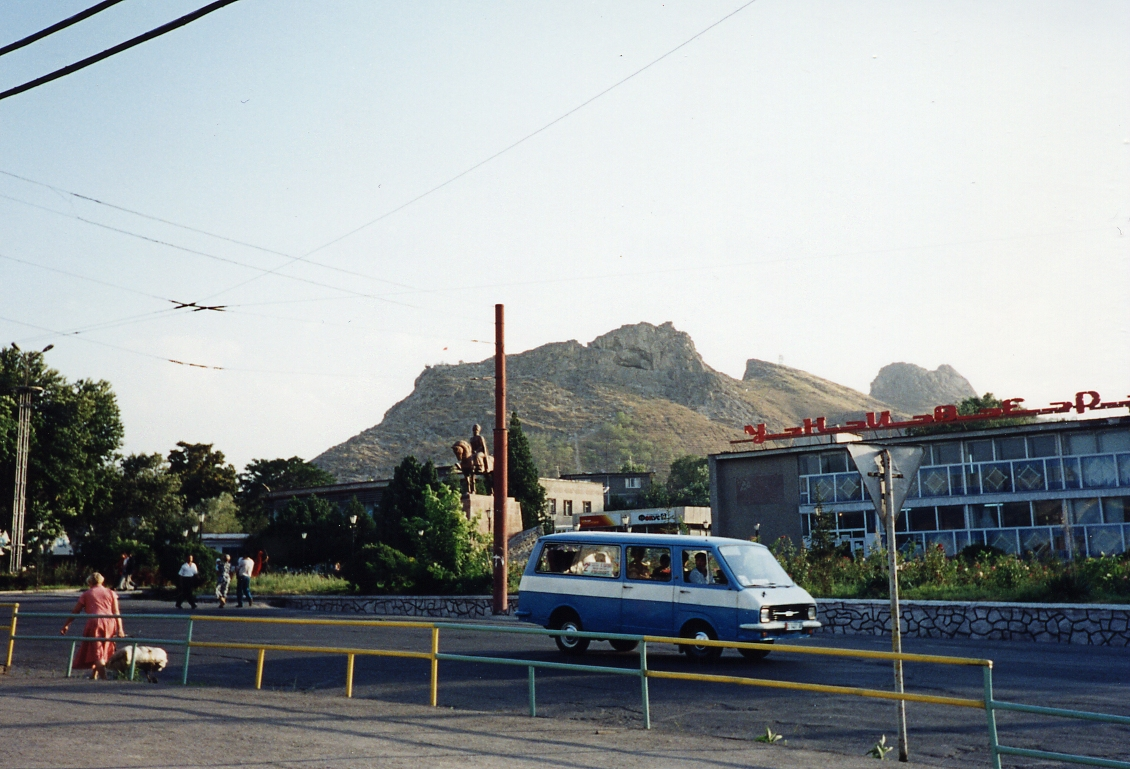
A hegy keleti oldala
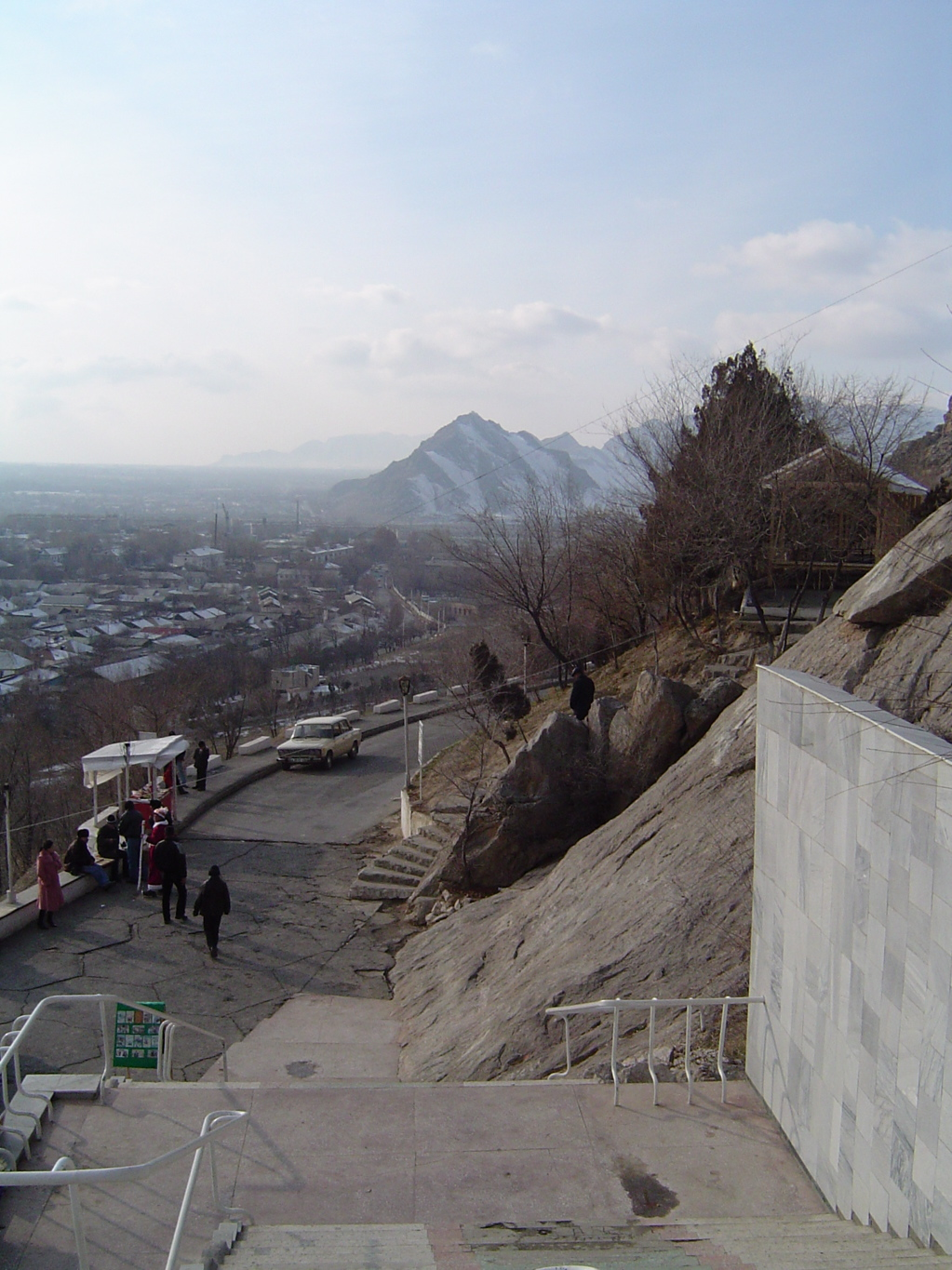
A hegyre vezető zarándokút kezdete
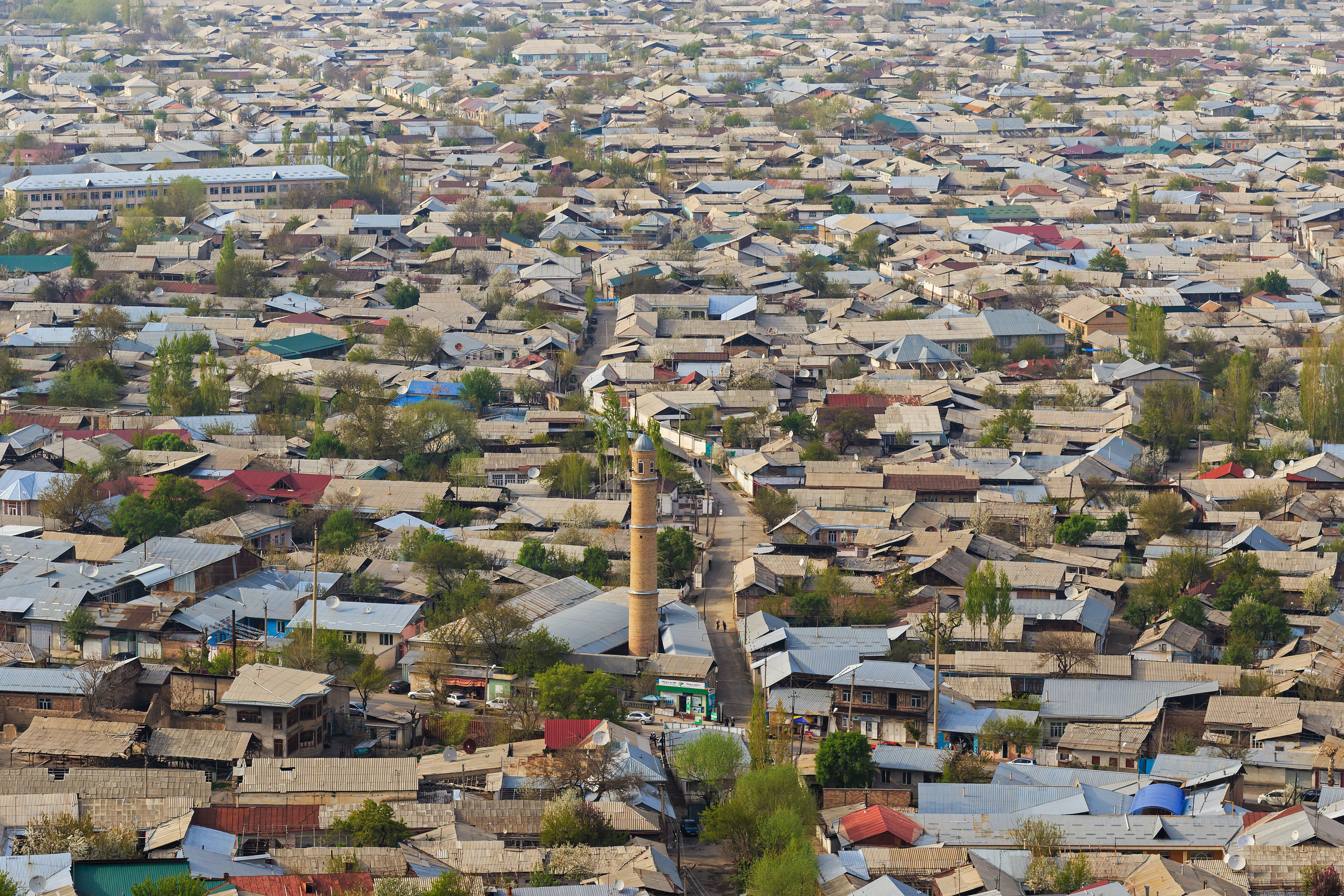
Os látképe a Szulajman-hegyről
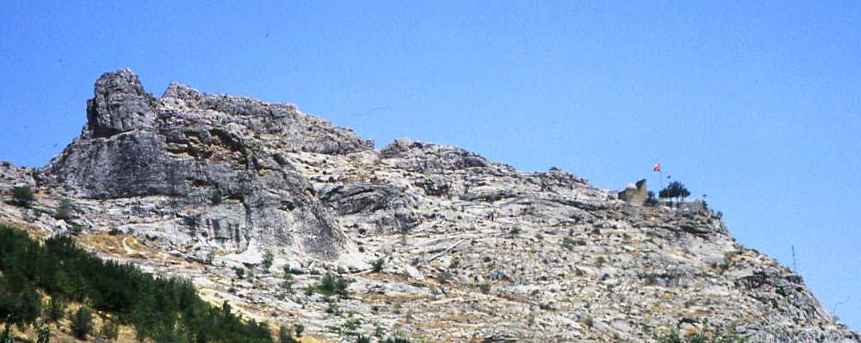
Bábur háza